# Calanthe chrysantha
Calanthe chrysantha är en orkidéart som beskrevs av Rudolf Schlechter. Calanthe chrysantha ingår i släktet Calanthe och familjen orkidéer. Inga underarter finns listade i Catalogue of Life.